# Pentodon caminarium
Pentodon caminarium är en skalbaggsart som beskrevs av Franz Faldermann 1835. Pentodon caminarium ingår i släktet Pentodon och familjen Dynastidae. Utöver nominatformen finns också underarten P. c. elatus.